# Sometime Ago
Sometime Ago è il secondo e ultimo singolo estratto dall'album Ivy di Elisa, pubblicato nel 2011.

## Il singolo
Scritto sia nella musica che nei testi dalla cantautrice stessa, il brano, come per Una poesia anche per te, è dedicato al nonno della cantautrice morto nel 2005; tratta della tristezza dal punto vista di una persona non c'è più.
La versione uscita in radio è leggermente differente dal brano contenuto in Ivy: si tratta di una versione mixata, come Nostalgia, dal produttore e mixer inglese James F. Reynolds. Del singolo esiste la versione promozionale per le radio, contenente la Radio Edit, che è stata regalata ai quattro vincitori di un contest indetto dal sito ufficiale.

## Video musicale
Il video musicale, accompagnato dalla versione Radio Edit del brano e pubblicato l'11 febbraio 2011, è stato girato da Marco Salom. La scenografia ricorda quella del Heart Alive Tour: i musicisti ed Elisa sono su un palco attrezzato quasi fosse una sala prove o una prova vera e propria per un live, accompagnati da una ballerina che danza sulle note del brano come quella presente nel documentario dell'album Ivy durante It Is What It Is.

## Tracce
1. Sometime Ago (James F. Reynolds Radio Edit) - 3:49